# شهرستان دابو
شهرستان دابو (به لاتین: Dabu County) یک منطقهٔ مسکونی در چین است که در ماوژوا واقع شده‌است.